# Садо (остров)
Садо (яп. 佐渡島 Садогасима, «садосский остров») — остров в восточной части Японского моря. Принадлежит префектуре Ниигата, Япония. Является пятым по величине японским островом.
Административным центром острова является одноимённый город Садо, который занимает всю площадь этого острова.

## География
Садо лежит в 51 км западнее побережья Хонсю, от которого отделён проливом Садо. Площадь острова — 854,3 км², длина береговой линии — 227 км.
На 1 января 2008 года население острова составляло 65 037 человек.
Очертания острова с воздуха напоминают наклонённую вправо букву «Н». Его рельеф подразделяется на три отдельные зоны: горный район Большого Садо на северо-западе, холмистый район Малого Садо на юго-востоке и равнинный район Кунинака, находящийся между ними.
Горы Большого Садо относительно высокие. Наивысшая точка, гора Кимпоку,— 1172 м. Этот район имеет красивые виды и является составной национального парка Садо-Яхико-Ёнэ. Самое известное место Большого Садо — залив Сэнкаку (яп. 尖閣湾).
Холмы Малого Садо относительно низкие. Самая высокая точка — гора Дайти (яп. 大地山) высотой 645 м. Южная часть этого района также входит в состав вышеупомянутого парка.
Аллювиальная равнина Кунинака занимает центральную часть острова, она была сформирована наносами крупнейшей реки острова — Кокуфу — и её притоков. На северо-востоке и юго-западе равнину омывают воды заливов, похожих друг на друга по форме — Рёцу и Мано, в который впадает Кокуфу. На северо-восточном крае равнины расположено небольшая лагуна Камо.

## История

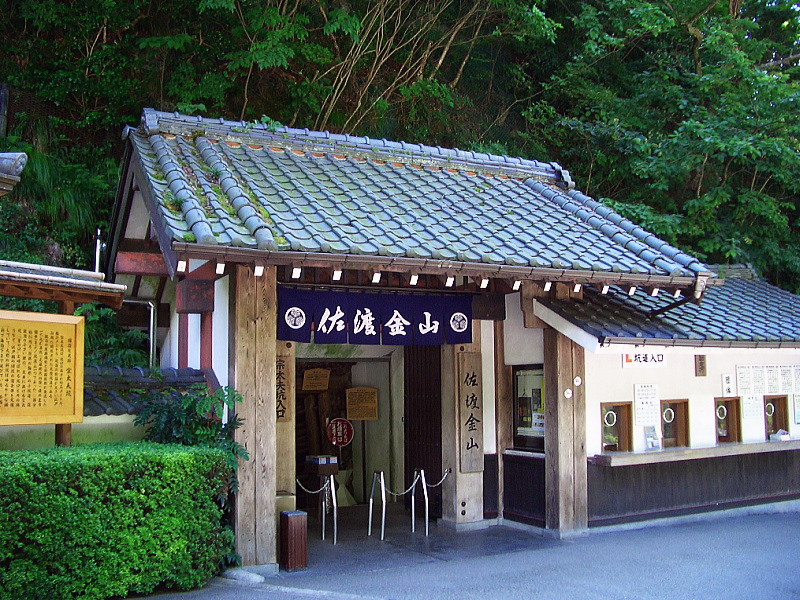
Золотой прииск Садо

Остров Садо издревле служил местом ссылки. В VIII веке тут была сформирована отдельная провинция Садо. С 1185 провинция была пожалована Хомма Ёсихисе, чей дом продолжал править островом до XVI века. Однако последующее разделение на две новые ветви Хамоти-Хомма и Кавахарада-Хомма привели к междоусобной войне. Конфликт между ними спровоцировал Уэсуги Кэнсин, даймё Этиго. Поддерживая то одних, то других представителей Хомма, он добился ослабления их военной силы. Конец правлению Хомма положило открытое вторжение самураев Уэсуги в 1589 году, под предводительством Уэсуги Кагекацу.
В XVI веке в Садо были открыты залежи золота. До XVII века они оставались под контролем рода Уэсуги. В дальнейшем прииски Садо перешли к дому сёгунов Токугава.
На протяжении периода Эдо (1603—1867) Садо пребывал под непосредственным контролем сёгуната.
1 марта 2004 года все населённые пункты острова объединились в город Садо.

## Экономика
Экономика острова основана на рисоводстве и рыболовстве.